# Shixinggia
Shixinggia ("z oblasti Shixing") byl rod teropodního dinosaura z čeledi Oviraptoridae. Žil v období svrchní křídy (asi před 70 miliony let) na území dnešní jižní Číny (provincie Kuang-tung). Formálně byl popsán v roce 2005 na základě fosilií, objevených v sedimentech souvrství Nan-siung.

## Objev a popis
Zkameněliny holotypu (kat. ozn. BVP-112) představují značnou část postkraniální kostry bez zachované lebky. Anatomické znaky svědčí o tom, že šlo o poměrně vývojově vyspělého oviraptorosaura, odvozenějšího než rod Nomingia. Vědci se rozcházejí v názoru na přesné zařazení tohoto rodu, podle jedněch jde o zástupce čeledi Caenagnathidae, podle jiných spíše o zástupce čeledi Oviraptoridae. Podle badatele Gregoryho S. Paula dosahoval při délce kolem 2 metrů tento teropod hmotnosti asi 40 kilogramů. Podle paleontologa Thomase R. Holtze Jr. dosahoval druh S. oblita délky asi 1,5 metru a celkové velikosti současného krocana.

## Příbuzenství
Blízce příbuzným rodem je podle fylogenetické analýzy z roku 2017 například druh Khaan mckennai nebo Conchoraptor gracilis. Vzdáleněji příbuzné jsou pak rody Machairasaurus, Nemegtomaia nebo Heyuannia.